# مشغل كاميرا

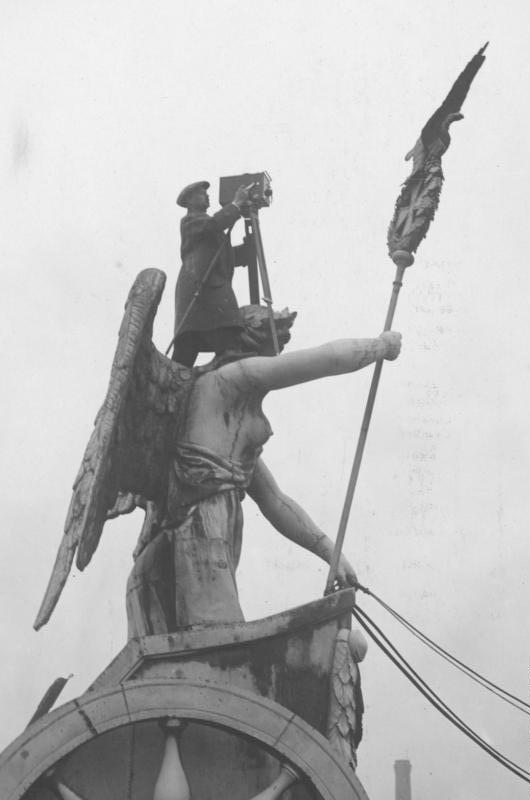
مُشغل آلة تصوير يقف على بوابة براندنبورغ

مُشغل الكاميرا، أو مشغل آلة التصوير هو الشخص المسؤول عن العمل بالة التصوير عند العمل في صناعة فيلم. مُشغل آلة التصوير قد يعرف أيضا باسم «فيديوغرافيّ».
مهمة مُشغل آلة التصوير الأساسية هي تحريك آلة التصوير بدنياً للمحافظة على زاوية اطار الفيديو للحصول على اللقطة المتناسبة مع القصة.